# Карповський Наум Павлович
Наум Павлович Карповський (нар. 5 грудня 1907, Харків — пом. 30 серпня 1978, Москва) — український радянський живописець, графік, член Спілки художників СРСР з 1948 року.

## Біографія
Народився 5 грудня 1907 року у місті Харкові (тепер Україна). У 1925—1930 роках навчався в Харківському художньому інституті у Анатоля Петрицького та Олександра Хвостенка-Хвостова. У 1932–1936 роках викладав у ньому. У 1930—1940-ві роки у Харкові створив багато малюнків для журналів «Всесвіт», «Жовтень», «Червоний перець», «Уж», створював плакати для «Агітвікон».
До 1941 року жив у Харкові, у 1942—1945 роках — в Алма-Аті. У роки німецько-радянської війни виконував антифашистські плакати для Агітвікон в Харкові і Агітвікон КазТАГ. Працював в творчо-виробничому об'єднанні художників Казахстану «КазІЗО».
З 1946 року жив у Москві. Член ВКП(б) з 1946 року. Співпрацював з газетами «Правда», «Известия», «Литературная газета», «Советский спорт», журналами «Огонёк», «Партийная жизнь»; у 1957–1965 роках — художник творчо-виробничої майстерні агітплаката Художнього фонду СРСР. Помер в Москві 30 серпня 1978 року.

## Творчість
Працював в галузі станкового живопису і плаката:
картини
- «Перехід богунців через Дніпро» (1927);
- «Смерть Щорса» (1927);
- «Джамбул на коні» (1943);
- «Сталін нагороджує героїв в Георгіївському залі Кремля» (1948);
- «Клятва молодогвардійців» (1960);

плакати
- «Слава героям Великої Жовтневої соціалістичної революції …» (1937, спільно з Борисом Дрояронком);
- «Якщо завтра війна…» (1939);
- «Кожне зерно врожаю — снаряд по ворогу!» (1941);
- «Слава Радянським військам, що встановили стяг Перемоги над Берліном!» (1945);
- «Женіс куні жасасин! Хай живе перемога!» (1945);
- «Хай живе непереможний прапор Леніна-Сталіна!» (1947);
- «Працюй із завзятістю бойовою, щоб став колгосп передовим! За чесну працю нагорода чекає: достаток, слава і шана!» (1948);
- «Підтримаємо почин шахтарів Донбасу і Кузбасу, забезпечимо дострокове виконання плану видобутку вугілля!» (1949);
- «Змагання Донбас — Кузбас має велике значення для подальшого розвитку всього народного господарства …» (1949);
- «Збирайте металевий лом!» (1951);
- «Слава великим вождям Жовтня!» (1952);
- «Друг від друга не відстанемо!» (1953);
- «Квітни наш край, як травневий сад!» (1954);
- «Хай живе союз робітників і селян — основа радянської влади!» (1954);
- «Приберемо достроково!» (1954);
- «Героїчною працею спорудимо величну будову комунізму» (1959);
- «Живіший за всіх живих» (1970).

Брав участь у численних виставках:
- 6-а виставка українських художників (1935);
- Ювілейна виставка художників УРСР (1937);
- 2-га осіння художня виставка (1939);
- 2-га весняна художня виставка (1940);
- "Поет Т. Г. Шевченко в образотворчому мистецтві "(1940);
- виставка художників радянського плаката (1948);
- виставка радянського плаката (1950);
- «Радянські художники в боротьбі за мир» (1952);
- «Портретна мистецтво художників Казахстану» (1954);
- Всесоюзна виставка плаката (1957);
- Художня виставка присвячена 100-річчю від дня смерті Т. Г. Шевченка (1961);
- Художня виставка до 25-річчя розгрому німецько-фашистських військ з Москвою (1966);
- Всесоюзна виставка «Радянський політичний плакат за 50 років» (1967);
- 3-тя республіканська виставка Радянська Росія (1967);
- виставка «Московські художники з'їзду КПРС» (1975);
- «60-річчю Великого Жовтня присвячується» (1977).

Плакати художника знаходяться в Російській державній бібліотеці, Науковій бібліотеці Російської Академії мистецтв, Череповецком музейному об'єднанні, Національній бібліотеці Білорусі, приватних колекціях в Росії і Великій Британії.

## Цікаві факти
На початку 1960-х років художник надав допомогу правоохоронним органам у затриманні небезпечного злочинця. На прохання Московського карного розшуку створив фоторобот першого радянського серійного вбивці Володимира Іонесяна («Мосгаз»).

## Відзнаки
- Заслужений діяч мистецтв Казахської РСР з 1944 року;
- Нагороджувався преміями 1-й і 2-го ступеня, дипломами на Всесоюзних конкурсах політичного плаката (1948, 1957, 1959, 1969)[1].